# John Bossy
Pour les articles homonymes, voir Bossy.
John Antony Bossy (30 avril 1933 - 23 octobre 2015) est un historien britannique qui a été professeur d'histoire à l'Université d'York.

## Carrière
Bossy fait ses études au Queens' College de Cambridge, où il est inspiré par Walter Ullmann. Il vit et enseigne à Londres (1962-1966) et à Belfast (1966-1978) et est membre de l'Institute for Advanced Study de Princeton.
Bossy se spécialise dans l'histoire des religions, en particulier dans celle du christianisme pendant la période de la Réforme et au-delà. Selon certains commentateurs, son approche fusionne des éléments de disciplines telles que la sociologie et la théologie.
Sa thèse de doctorat porte sur les relations entre catholiques français et anglais pendant la période de la Renaissance et contient en germe ses travaux ultérieurs concernant Michel de Castelnau.
Il écrit fréquemment pour la London Review of Books et publie des séries d'articles dans les revues Recusant History et Past & Present. En 1991, The Embassy Affair remporte le British Crime Writers 'Association CWA Gold Dagger for Non-Fiction et (conjointement) le Wolfson History Prize.
Il part à l'Université d'York en 1979, où il est professeur d'histoire jusqu'à sa retraite en 2000. En 1993, il est élu Fellow de la British Academy.

## Travaux
- The English Catholic Community 1570-1850 (1979)
- 'The Mass as a Social Institution, 1200-1700' Past & Present, Vol. 100, numéro 1, 1er août (1983)
- Christianity in the West, 1400-1700 (1985)
- Peace in the Post-Reformation (1998)
- Giordano Bruno and the Embassy Affair (1991; deuxième édition 2002)
- Under the Molehill: An Elizabethan Spy Story (2001)
- Disputes and Settlements: Law and Human Relations in the West (2003) - édité par Bossy[8]  (ISBN 9780631180609)